# Avenida de la Ilustración
Avenida de la Ilustración – stacja metra w Madrycie, na linii 7. Znajduje się w dzielnicy Fuencarral-El Pardo, w Madrycie i zlokalizowana jest pomiędzy stacjami Lacoma i Peñagrande. Została otwarta 29 marca 1999.